# جان فالکنر (بازیکن فوتبال)
جان فالکنر (انگلیسی: John Faulkner; ۱۰ مارس ۱۹۴۸ – ۲۸ دسامبر ۲۰۱۷) بازیکن فوتبال اهل بریتانیا بود.
از باشگاه‌هایی که در آن بازی کرده‌است می‌توان به باشگاه فوتبال ساتون یونایتد، باشگاه فوتبال لوتون تاون، باشگاه فوتبال لیدز یونایتد، و باشگاه فوتبال کرای واندررز اشاره کرد.